# Которско
Которско (серб. Которско) —  населённый пункт (село) в общине Добой, который принадлежит энтитету Республике Сербской, Босния и Герцеговина. Расположен в 15 км к северу от центра города Добой, на берегу реки Босна.

## Население
Численность населения посёлка Которско по переписи 2013 года составила 2 298 человек.
Этнический состав населения населённого пункта по данным переписи 1991 года:
- боснийские мусульмане — 3.110 (94,38 %),
- югославы — 69 (2,09 %),
- хорваты — 57 (1,72 %),
- сербы — 15 (0,45 %),
- прочие — 44 (1,33 %),
- Всего: 3.295 чел.